# Дарій-Любомир Футорський
Дарій-Любомир Футорський (27 травня 1944, Перемишль — 13 листопада 2020 Львів) — український педагог, політик — активний учасник створення та член президії партії Народний рух України.

## Біографія
Вищу освіту здобув у Львівському державному університеті імені Івана Франка (1964 рік) і Московському державному університеті ім. М. Ломоносова (1967 рік).
Понад 20 років працював на фізичному факультеті Львівського університету. У 1990 році був обраний депутатом Львівської обласної ради першого демократичного скликання. З 1993 до 2019 року працював на посаді заступника директора Інституту післядипломної освіти та доуніверситетської підготовки ЛНУ ім. Івана Франка.
Автор понад 120 наукових публікацій — співавтор монографії «Вплив структурних дефектів на фізичні властивості вольфраматів» та підручника «Загальні закономірності електромагнітної взаємодії в природі». Був учасником загальнонаціональних та міжнародних наукових (фізичних, математичних, медичних) конференцій, симпозіумів, семінарів. Проходив навчання у політичних академіях Австрії, Центральної та Східної Європи.

### Політична діяльність
У 1989 році Дарій Футорський балотувався до Львівської обласної ради народних депутатів від громадсько-політичних організацій «РУХ» та «Меморіал» — у 1990 став Депутатом Львівської обласної ради. У процесі розвитку своєї громадсько-політичної активності відіграв особливу роль під час виборів І. Вакарчука (Верховна Рада СРСР, 1988 р.), І. Юхновського, Б. Котика, М. Батога (Верховна Рада України, 1989 р.). Був одним із лідерів становлення, а згодом — керівником відділу зовнішніх зв'язків «Меморіалу». Брав участь у створенні та був членом президії «РУХу». У 2004 році був активним учасником Помаранчевої революції (уповноважений від «Нашої України» по зв'язках з правничими та правоохоронними органами Львівщини).

### Нагороди
- орден «Архистратига Михаїла» (5, 4, 3-го ступенів);
- орден «Христа Спасителя» (до 1000-ліття хрещення Руси-України);
- орден «Св. Станіслава»;
- орден «Галицький Хрест»;
- «Золота медаль» національної премії «Квітуча Україна»;
- медаль «За сумлінну службу в прикордонних військах України».